# Behind the Curtain
Behind the Curtain er en amerikansk stumfilm fra 1924 af Chester M. Franklin.

## Medvirkende
- Lucille Ricksen som Sylvia Bailey
- John Harron som Hugh Belmont
- Winifred Bryson som Laura Bailey
- Charles Clary som George Belmont
- Eric Mayne som Gregorius
- George Cooper som Slug Gorman
- Clarence Geldert
- Pat Harmon som Spike